# Іпатьєва Ганна Вікторівна
Ганна Вікторівна Іпатьєва (нар. 30 жовтня 1971, м. Київ) — українська художниця театру, живописиця. Член Національної спілки художників України (1995—2012, 2017). Номінантка на здобуття Національної премії України імені Тараса Шевченка 2021 року. Нащадок відомого мистецького роду Бенуа. Дочка художників Ольги Артюшенко і Віктора Гукайла.

## Життєпис
Народилася 30 жовтня 1971 року в родині професійних художників Ольги Артюшенко і Віктора Гукайла. Перші уроки малювання отримала від бабусі, художниці-ілюстраторки Софії Іпатьєвої-Бенуа.
1989 року закінчила Республіканську художню школу ім. Т. Г. Шевченка (нині — Державна художня середня школа імені Т. Г. Шевченка) у Києві. Навчалася в Національній академії образотворчого мистецтва і архітектури (1991—1995; майстерня монументального і храмового живопису професора М. А. Стороженка) та аспірантурі цієї академії (1995—1998).
З 1994 працює художницею театру, авторка костюмів до багатьох театральних вистав, з 1998 створює костюми для музичних кліпів та рекламних роликів.
З 2006 — постійна художниця театру «Київ Модерн-балет». Учасниця всеукраїнських і зарубіжних художніх виставок (з 1988)[джерело?].

## Творчість
Створила костюми для вистав у театрах України та за межами: в Македонії, Латвії, Німеччині, Канаді, Казахстані та інших країнах. Першою театральною роботою стало творення декорацій та костюмів до балету «Євпраксія» О. Канерштейна у Харківському національному академічному театрі опери та балету імені Миколи Лисенка (1993; спільно з Андрієм Злобіним).
Художниця костюмів до театральних постановок у Національному академічному театрі опери та балету України імені Тараса Шевченка: опер «Ріголетто» Дж. Верді (1997), «Кармен» Ж. Бізе (2001), «Фауст» Ш. Гуно (2005, 2017), «Норма» В. Белліні (2007), «Севільський цирульник» Дж. Россіні (2019); балетів «Картинки з виставки» М. Мусоргського, «Весна священна» І. Стравінського (2002), «Раймонда»  О. Глазунова (2005), «За двома зайцями» Ю. Шевченка (2017), «Данте» на музику різних композиторів (2021).
Працювала над художніми образами балетів «Кармен TV», «Шекспірименти», «Дощ», «Андеґраунд», «Дев'ять побачень», «Палата № 6», «Жізель», «Лускунчик», «Лебедине озеро», «Болеро» в Академічному театрі «Київ Модерн-балет».
У Львівському національному академічному театрі опери та балету імені Соломії Крушельницької створила костюми до феєрії «Коли цвіте папороть» Є. Станковича (2017). Як художниця костюмів до опери «Лис Микита» І. Небесного (2020) була номінована на здобуття Шевченківської премії 2021 року[джерело?].